# No Time Wasted
No Time Wasted è un singolo del rapper statunitense Polo G, pubblicato il 17 febbraio 2023 dalla Columbia Records.

## Composizione
Polo G, all'interno delle sue strofe, riflette sulla vita di strada e sul successo ottenuto, mente Future si concentra sulla portata del suo successo, della ricchezza durante la sua carriera musicale, sulle donne che lo circondano e sui lussi che può permettersi per i suoi cari.

## Accoglienza
Armon Sandler di Vibe ha scritto una recensione mista riguardante il brano: «Sebbene il messaggio sia concettualmente saliente, c'è una mancanza di convinzione nella voce del rapper di Chicago. Forse è dovuto al fatto che ce l'ha fatta, ma versi come "Ayy, look, I do this shit for all my guys that got put under" colpirebbero più duramente se suonassero come se lo pensasse davvero e si alternassero al tema per tutta la strofa».

## Video musicale
Il video musicale del brano, diretto da Sam Lecca, vede gli artisti su un campo da football americano.

## Classifiche
| Classifica (2023) | Posizione massima |
| ----------------- | ----------------- |
| Canada            | 73                |
| Stati Uniti       | 69                |